# Fairchild C-82
Die Fairchild C-82 Packet war ein zweimotoriges Transportflugzeug, welches von den United States Army Air Forces nach dem Zweiten Weltkrieg verwendet wurde. Es wurde von Fairchild entwickelt und flog erstmals 1944. Insgesamt wurden 223 Stück gebaut. Die meisten wurden für Truppen- und Materialtransport eingesetzt, einige wurden für Fallschirmspringereinsätze sowie als Schleppmaschinen für Lastensegler benutzt.
Bei diesem Flugzeugtyp handelt es sich um das Vorläufermodell der C-119 Flying Boxcar. Einige C-82-Transportflugzeuge wurden während der Berliner Luftbrücke von 1948 bis 1949 eingesetzt.
Die C-82 wurde im Kinofilm Der Flug des Phoenix von 1965 eingesetzt.

## Nutzung

### Militärische Nutzer
- Brasilien
- Honduras
- Vereinigte Staaten
  - United States Army Air Forces
  - United States Air Force

### Zivile Nutzer
- Interior Airways
- Northern Air Cargo
- Trans World Airlines

## Zwischenfälle
Von 1946 bis April 2017 kam es zu 51 Totalverlusten der C-82. Dabei wurden 100 Menschen getötet. Beispiele:
- Am 14. Dezember 1948 kam es mit einer Fairchild C-82A der United States Air Force (Luftfahrzeugkennzeichen 45-57785) während der Berliner Luftbrücke auf dem Flughafen Berlin-Tempelhof zu einem Landeunfall auf Grund mechanischen Versagens. Die Besatzung überlebte den Unfall, das Flugzeug wurde jedoch irreparabel beschädigt.[2]

- Am 22. November 1950 verunglückte eine C-82A Packet am Flugplatz Neubiberg. Die Maschine (Kennzeichen 45-57743) wurde zerstört.[3][4]

- Am 20. Januar 1951 verunglückte eine C-82A Packet der United States Air Force (Kennzeichen 45-57781) während des Starts vom Militärflugplatz Damaskus-Mezzeh, Syrien und wurde irreparabel beschädigt.[5]

- Am 3. Juni 1951 stürzte eine C-82A-FA Packet der United States Air Force (Kennzeichen 45-57761) nahe New Boston, Texas, USA auf Weideland und geriet in Brand. Alle acht Insassen starben.[6]

- Am 16. August 1951 geriet auf der Rhein-Main Air Base (Flughafen Frankfurt) eine C-82A Packet der United States Air Force (Kennzeichen 45-57796) in Brand und wurde zerstört. Personen kamen nicht zu Schaden.[7]

- Am 13. November 1951 wurde eine C-82A Packet der United States Air Force (Kennzeichen 45-57801) auf dem Weg vom Flughafen Frankfurt nach Bordeaux 30 Kilometer südwestlich Clermont-Ferrand (Frankreich) in einen Berg geflogen. Bei diesem CFIT, Controlled flight into terrain wurden alle 36 Insassen getötet.[8]

- Am 28. Januar 1952 stürzte eine auf dem benachbarten Flughafen Frankfurt gestartete C-82A Packet der United States Air Force (Kennzeichen 45-57791) über dem damals noch dünn besiedelten südlichen Teil von Raunheim ab. Bei dem Unglück verloren drei Menschen am Boden ihr Leben. Die fünfköpfige Besatzung hatte sich zuvor mit dem Fallschirm gerettet (siehe auch Flugzeugabsturz von Raunheim).[9]

- Am 11. Januar 1958 verunglückte eine C-82A Packet der brasilianischen Cruzeiro do Sul (PP-CEH) auf einem Trainingsflug am Flughafen Rio de Janeiro-Santos Dumont (Brasilien). Mit Blindflugabdeckungen an den Frontscheiben flog die Maschine zu tief, kollidierte mit einer Absperrung und stürzte in die Guanabara-Bucht. Alle drei Besatzungsmitglieder, die einzigen Insassen, überlebten.[10]

- Am 16. Januar 1958 fing das linke Triebwerk der C-82 Packet PP-CEF der brasilianischen Cruzeiro do Sul nach dem Start Feuer. Die Maschine stürzte nahe ihrem Startflughafen Belem-Val-de-Caes ab. Alle drei Besatzungsmitglieder kamen ums Leben.[11]

- Am 26. Januar 1960 kollidierte eine Tragfläche einer C-82A Packet der brasilianischen Cruzeiro do Sul (PP-CEM) während des Rollens auf dem Flughafen Rio de Janeiro-Galeao, (Brasilien) mit einer geparkten Consolidated PB4Y-2 Privateer (ZP-CAD) der ALAS Guaranies SA. Personen kamen nicht zu Schaden. Beide Flugzeuge wurden irreparabel beschädigt.[12]

## Produktion
Die C-82 wurde fast ausschließlich bei Fairchild in Hagerstown gebaut, lediglich im Jahr 1945 produzierte North American Aviation drei Exemplare in Dallas unter der Bezeichnung C-82N. Bei Kriegsende wurde der North-American-Auftrag für weitere 994 Maschinen storniert.
Abnahme der C-82 durch die USAF 1945–1948:
| Jahr  | Hersteller     | 1945 | 1946 | 1947 | 1948 | SUMME |
| ----- | -------------- | ---- | ---- | ---- | ---- | ----- |
| XC-82 | Fairchild      | 1    |      |      |      | 1     |
| C-82N | North American | 3    |      |      |      | 3     |
| C-82A | Fairchild      | 8    | 79   | 81   | 51   | 219   |
| SUMME |                | 12   | 79   | 81   | 51   | 223   |

## Technische Daten

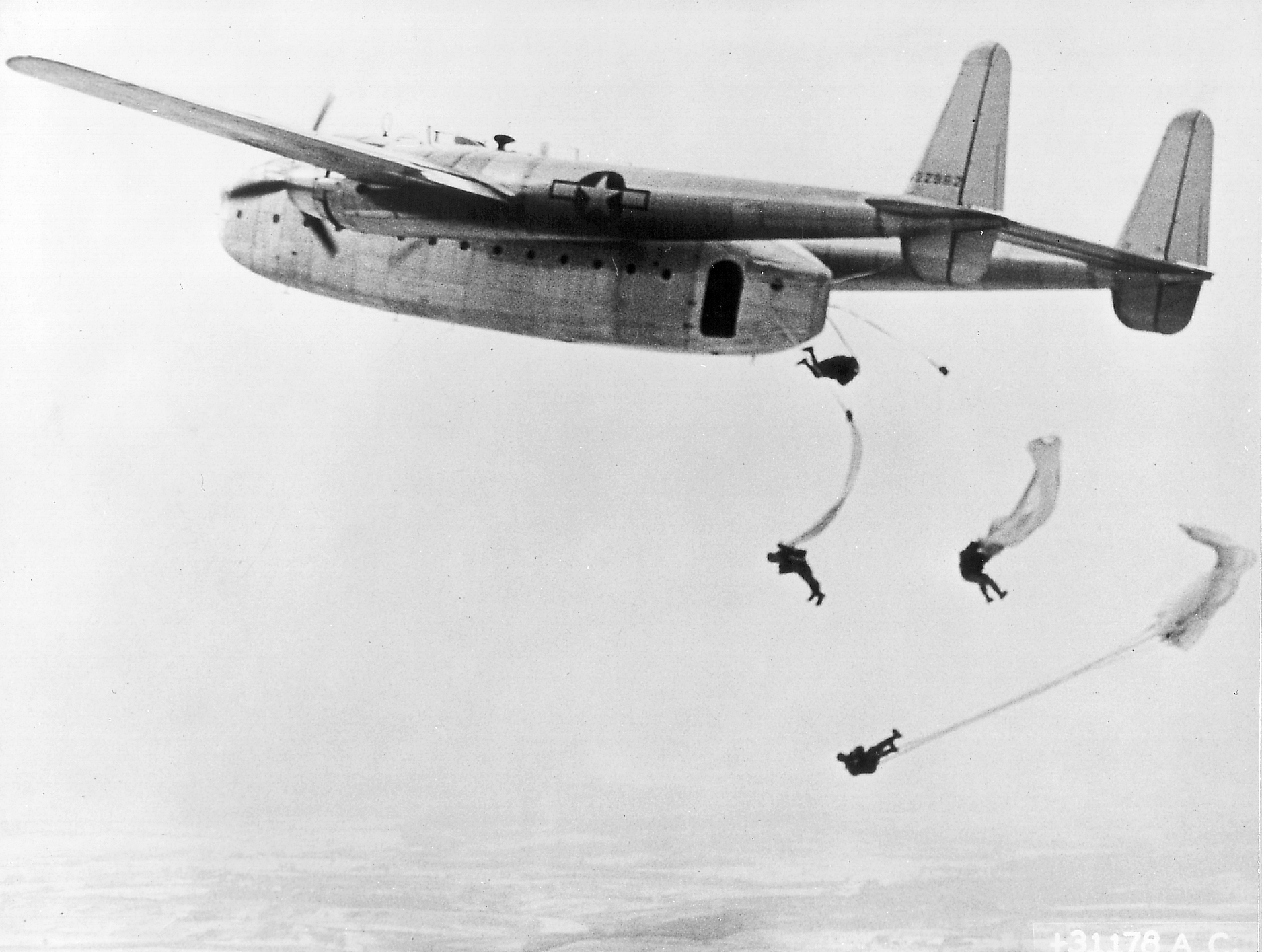
Eine C-82 der US Air Force

| Kenngröße        | Daten                     |
| ---------------- | ------------------------- |
| Typ              | Transportflugzeug         |
| Antriebsart      | 2 Sternmotoren            |
| Triebwerkstyp    | Pratt & Whitney R-2800-85 |
| Leistung je TW   | 1567 kW / 2101 hp         |
| Geschwindigkeit  | 400 km/h / 216 kts        |
| Leermasse        | 12.045 kg / 26.555 lbs    |
| max. Startmasse  | 24.545 kg / 54.112 lbs    |
| Spannweite       | 32,47 m / 106,5 ft        |
| Länge            | 23,50 m / 077,1 ft        |
| Höhe             | 08,03 m / 026,4 ft        |
| Gesamtproduktion | 223 Stück                 |
| Besatzung        | bis zu 5                  |
| Passagiere       | bis zu 41                 |